# Быков, Александр Владимирович
Алекса́ндр Влади́мирович Бы́ков (род. 10 августа 1962, Вологда, СССР) — российский историк и писатель-краевед; основатель первого в России  музея «Музей дипломатического корпуса» (Вологда), его директор в 1997-2012. Кандидат исторических наук.

## Биография
В 1984 году окончил исторический факультет Вологодского Государственного Педагогического института. Ещё будучи студентом сотрудничал с Вологодским краеведческим музеем (ныне Вологодский государственный историко-архитектурный и художественный музей-заповедник), принимал участие в заседаниях Проблемного совета по нумизматике Государственного Исторического музея, начал публиковать научные статьи.
После окончания института недолго работал в школе, затем служил в армии и после увольнения в запас вернулся в Вологодский краеведческий музей, где ему была предложена должность методиста по общественным музеям. На этой должности совершил многочисленные командировки по Вологодской области. Итогом этой научно-методической работы стало создание и реконструкция музеев в пяти районах области.

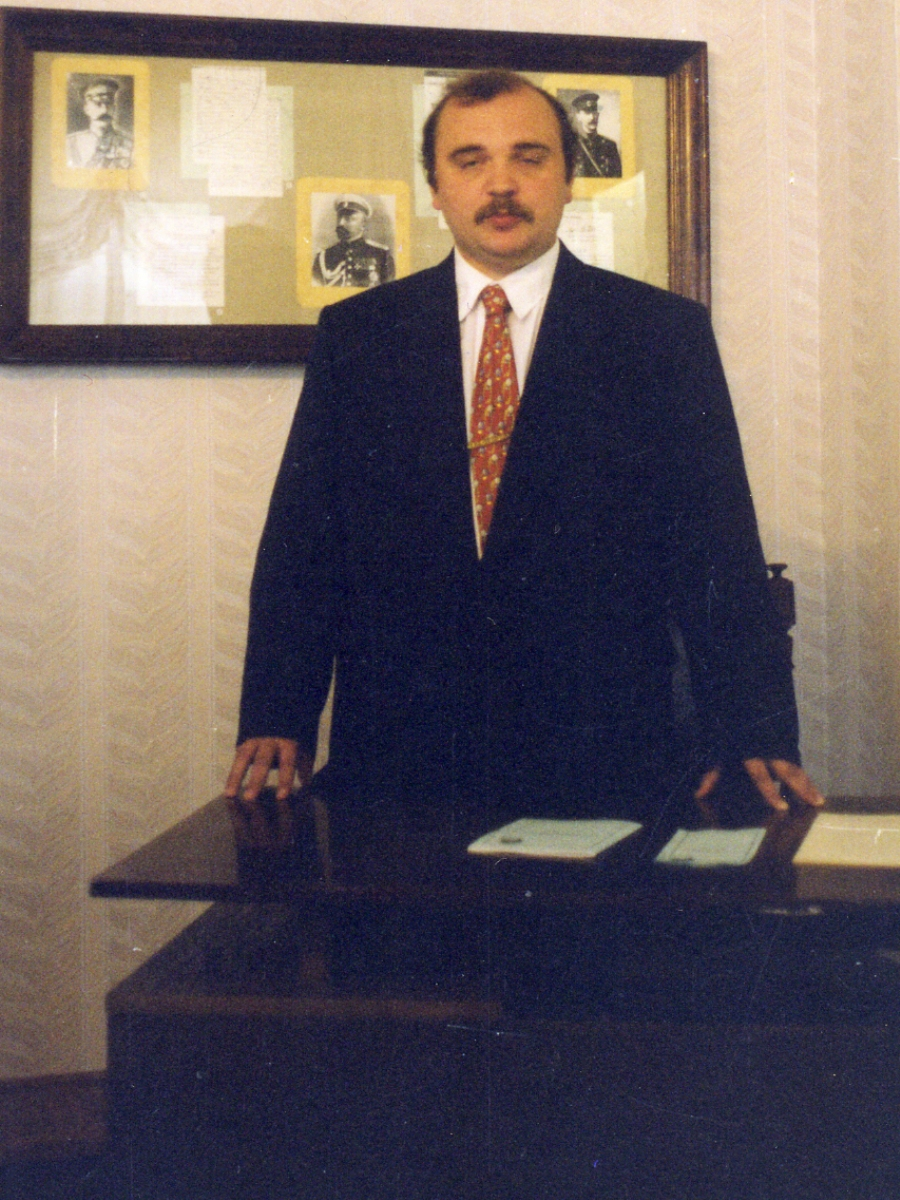
А. В. Быков на открытии международной конференции «Россия и мировое сообщество в XX веке» (Вологда, 1998)

В 1989 году приглашён на работу в Администрацию Вологодской области на должность ведущего специалиста по историко-культурному наследию Управления культуры. На этом посту препятствовал передаче в ведение церкви многих памятников историко-культурного наследия, в случаях, когда не обеспечивалась их сохранность и реставрация. Кроме того, выступил против передачи иконы XV века «Зырянская Троица» в Республику Коми, несмотря на то, что на этом настаивал представитель Президента РФ по Вологодской области. А. В. Быкова поддержали и другие деятели культуры данной области, усилиями которых икону удалось сохранить в фонде Вологодского музея-заповедника. Ранее вместе с Иреком Муртазиным Быков участвовал в борьбе против привилегий советской партноменклатуры.

В 1992 году произошёл коренной перелом в карьере А. В. Быкова. Он оставляет государственную службу и уходит в частный бизнес. Будучи предпринимателем не прекращает заниматься исследовательской деятельностью. В 1994 году защищает кандидатскую диссертацию, а в 1997 году организует Музей дипломатического корпуса, — первый в России частный музей политической истории. Его значение было отмечено участниками Сессии Российского комитета Международного совета музеев, проходившей в Вологде в 2000 году.

В 2002-2010 гг. А. В. Быков преподавал в ВоГТУ.

Наряду с этим он организовывал выставки по истории Вологды и края, а также выставки по истории русского народного костюма, старинных открыток и визитных карточек . Книги и статьи, написанные А. В. Быковым, сборники изданные под его редакцией, хорошо известны музейным специалистам и многим любителям истории России.

В 2011 году против Быкова было возбуждено уголовное дело по ст. 290 ч.1 (получение взятки), закончившееся обвинительным приговором. Решение суда вызвало неоднозначную реакцию в СМИ. Тем не менее, областной суд практически не изменил первоначальный вердикт.

В 2012 году под давлением  местной прокуратуры вынужден был закрыть «Музей дипломатического корпуса», здание которого   запустело с течением времени. После этого сосредоточился на литературной деятельности.

## Научная деятельность

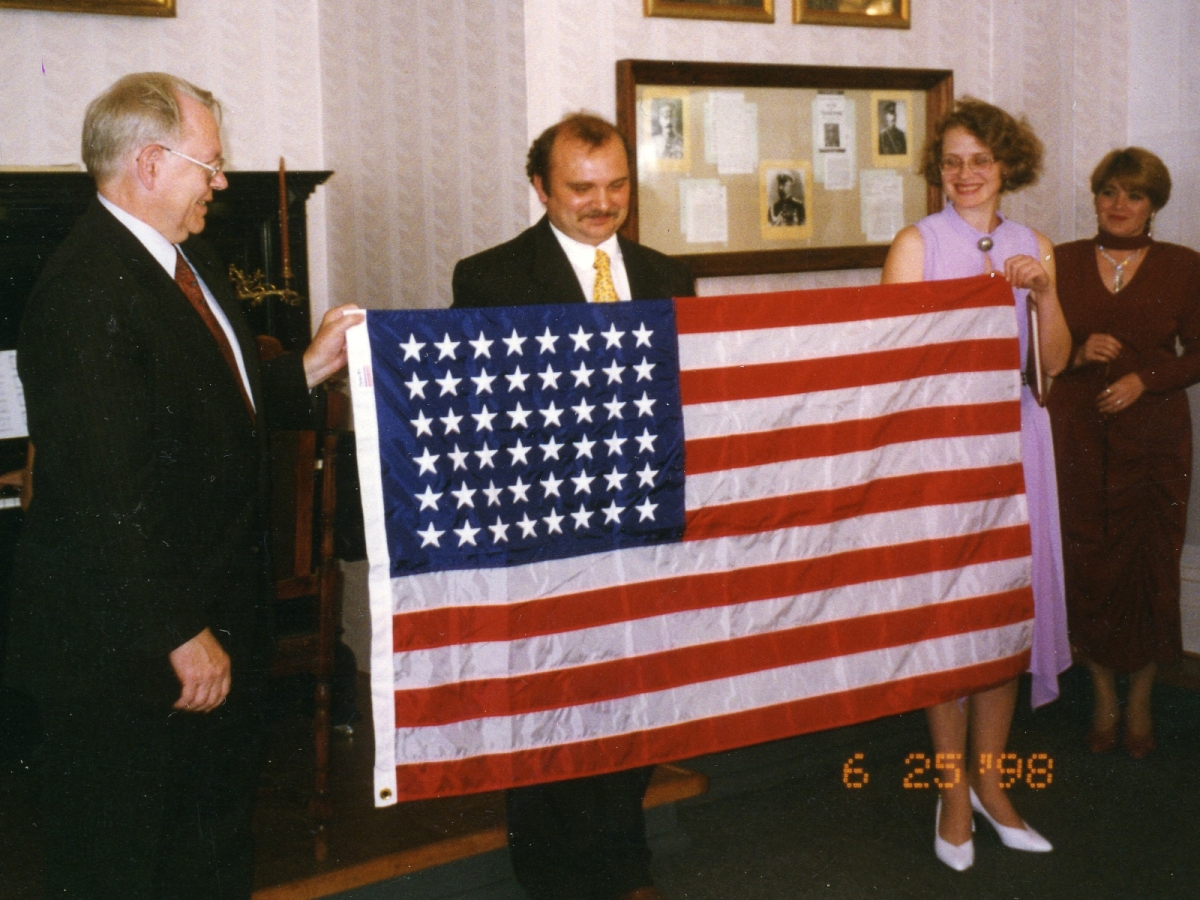
А. В. Быков (в центре) на открытии расширенной экспозиции «Музея дипломатического корпуса» (Вологда, 1998)

21 февраля 1981 года в вологодской областной газете «Красный север» была напечатана первая работа А. В. Быкова о большом кладе медных монет времен Екатерины II, найденном незадолго до этого под Вологдой. В статье рассказывалось о денежном обращении XVIII века, тайне крестьянского клада, подробно анализировался состав находки. Публикация привлекла внимание. Вскоре о кладе был снят киносюжет, прошедший в рамках тележурнала по многим областям Советского Союза.

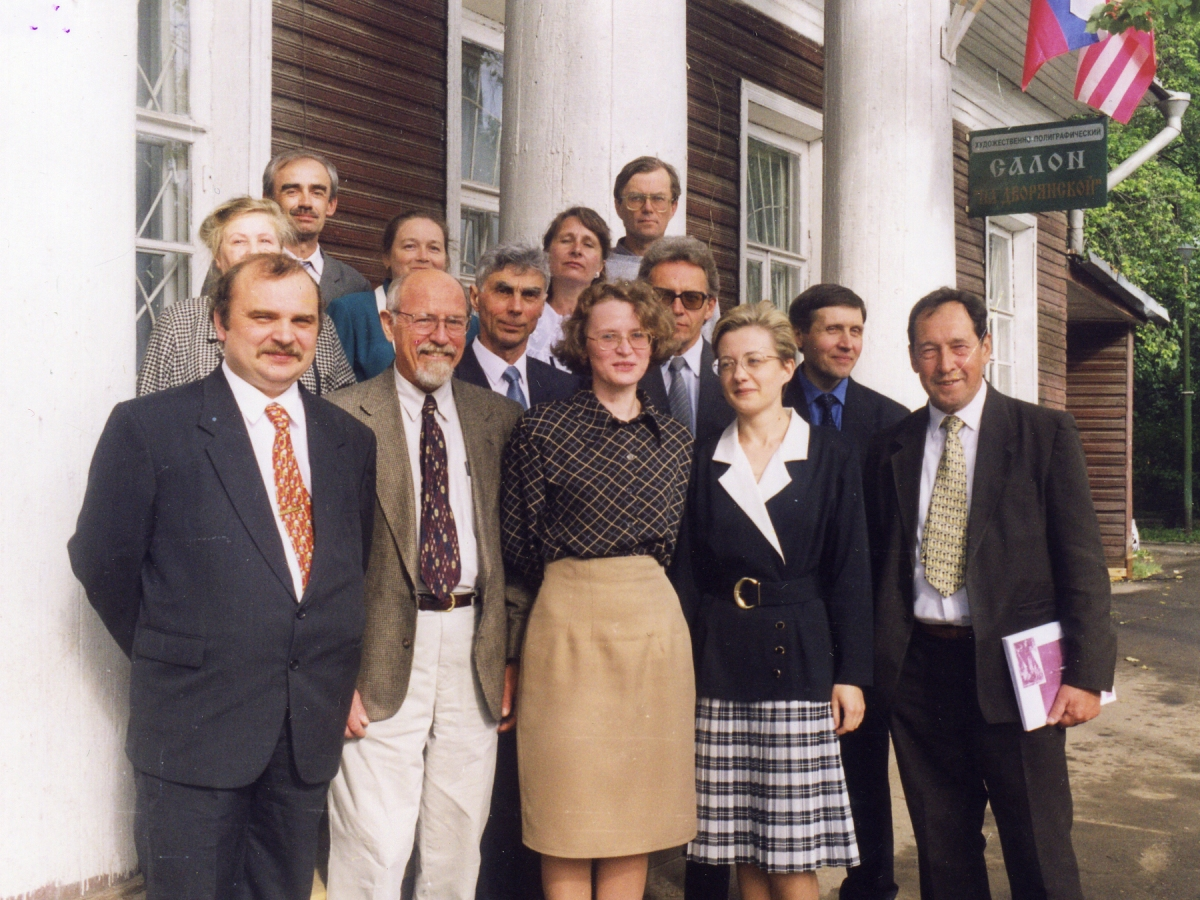
Участники конференции «Россия и мировое сообщество в XX веке». Крайний слева — А. В. Быков (Вологда, 1998)

Параллельно А. В. Быков изучает клады XVI-XVIII вв. в областном и районных музеях. Его статьи появляются в сборниках ГИМ и региональных научных сборниках. Во второй половине 80-х годов выходят научные каталоги — «Клады Смутного времени» и «Клады 30-40 годов XVII в.» в серии «Памятники нумизматики в музеях Вологодской области» — а также научно-популярная брошюра «Народный костюм Кадниковского уезда Вологодской губернии».

С 1982 года А. В. Быков — постоянный участник нумизматических конференций, на которых всегда выступает с докладами. Его принципиальная научная позиция становится хорошо известна в нумизматическом мире. В 1993 году он организует и проводит Первую всероссийскую нумизматическую конференцию в Вологде, открывшую новый этап в развитии отечественной нумизматики и специальных исторических дисциплин. Мероприятие заложило традицию последующих Всероссийских нумизматических конференций, ставших ежегодными, а также способствовала объединению специалистов из многих городов России, республик СНГ и других стран.

В 1994 году под эгидой конференции начинается издание Международного нумизматического альманаха «Монета», редактируемого А. В. Быковым и выпускавшегося на его средства. Альманах считался одним из наиболее значимых российских научных изданий по нумизматике, а в 1994-1995 гг. был единственным периодическим научным изданием по нумизматике в России. Всего вышло 9 выпусков альманаха.
В этом же году А. В. Быков защищает кандидатскую диссертацию на кафедре вспомогательных исторических дисциплин Российского государственного гуманитарного университета по теме «Особенности денежного обращения на территории Русского Севера в первой половине XVII в.».

В 1996 году начинает новый исторический проект: собирает материалы о пребывании в Вологде в 1918 году дипломатического корпуса стран Антанты. Работает в спецархивах России, США, Франции. В том же году организует и проводит в стенах «Музея дипломатического корпуса» международную конференцию «Россия и мировое сообщество в начале XX века: Теория и практика взаимоотношений». Она привлекла внимание отечественных и зарубежных историков, выявила оживленную дискуссию по ряду историографических проблем и внесла вклад в их разрешение.

Наиболее известными научными публикациями А.В. Быкова являются:
- «Дипломатическая столица России» (1998). Первая большая работа А.В. Быкова о пребывании дипломатического корпуса стран Антанты в Вологде с конца февраля по июль 1918 года[12].
- «Путь на Голгофу. Хроника гибели великих князей Романовых» (2000). Монография о судьбе великих князей Романовых, сосланных в 1918 году в Вологду и вскоре расстрелянных без суда и следствия. В книге на основании неизвестных архивных данных подробно рассказывается о заключительных месяцах жизни четырёх великих князей Романовых —Павла Александровича, Николая Михайловича, Дмитрия Константиновича и Георгия Михайловича. Последняя фигура являлась также одним из крупнейших нумизматов в российской истории[13].
- «И золотое имя Таня» (2009). Книга, где рассказывается о первой любви поэта Николая Рубцова к Татьяне Решетовой (в девичестве — Агафоновой), которой он посвятил более 20 стихов (в том числе и знаменитый «Букет»). Автор смог получить от Т. Решетовой уникальные сведения и материалы о Н. Рубцове, положенные в основу повествования. История первой любви поэта до А. В. Быкова полностью не была исследована. В самой книге описано знакомство Т. Решетовой с Н.Рубцовым, их встречи, письма, расставание и любовь, которую поэт пронес сквозь годы, воплотив чувства в стихи[14].
- «В этом была вся суть…» (2011). Научная публикация и комментарии к «Русским мемуарам 1915—1919 гг» британского дипломата, поверенного в делах Великобритании в России в 1918—1919 годах Фрэнсиса Освальда Линдлея. Опубликованные впервые на русском языке, данные мемуары рассказывали о событиях Октябрьской революции и первых месяцев правления большевиков[15].
- «По следам Василия Кандинского» (2015). Краеведческие  очерки о пребывании В. Кандинского на Вологодчине[16].
- «Внук императора» (2023). Подробная биография Великого князя Георгия Михайловича, написанная на основе неопубликованных ранее архивных данных и большого количества непереведенных на русский язык и неизвестных специалистам мемуарных источников[17].
- «Русский денежный счёт» (2023). Научно-популярная книга, где обобщены многолетние исследования по русской нумизматике[18].

## Литературная деятельность
А.В. Быков также известен рядом литературных произведений, преимущественно краеведческой направленности. Он работает в стиле научно-документальной романистики, когда берется определенный исторический сюжет, по максимуму возможного собирается фактический материал и затем создается литературное произведение, где документы и события «оживают» в описаниях и диалогах героев.

В 2002-2009 гг. издавал историко-краеведческий журнал «Пятницкий Бульвар». В нём публиковал не только научные исследования, но и литературные произведения. В 2010 году журнал был закрыт.

Вокруг журнала «Пятницкий бульвар» в 2006 году образовалась региональная общественная организация «Вологодский союз писателей-краеведов». А.В. Быков, наряду с писателем Юрием Малозёмов и политиком Михаилом Суровым, был одним из соучредителей этой организации. Основными целями союза являлись «развитие краеведения и популяризация краеведческой информации, воспитание патриотизма на материале истории края и страны в целом, выявление незаслуженно забытых имен, фактов и событий». Почетным членом Союза писателей-краеведов был Василий Белов.

Главным в литературной работе  с 2014 по 2025 г. является создание романов «Вологодской исторической саги», посвященным событиям  на русском Севере в XX столетии.

Наиболее известными литературными трудами А.В. Быкова являются:
- Дипломатический корпус (2012). Роман о Русской революции 1917 года, написанный на основе научных предшествовавших научных изысканий А.В. Быкова. Книга повествует о революционных событиях глазами иностранных дипломатов стран Антанты, которые после Октябрьской революции оказались в политической изоляции и после долгих колебаний поддержали антибольшевистское движение[20].
- «Вологодское разорение» (2014). Героическая повесть посвящённая событиям Смутного времени на Вологодчине и, в частности, набегу на Вологду со стороны шайки союзных полякам казаков, под предводительством атамана Баловня (историческое лицо Михаил Баловнев) в 1612 году. Литературное изложение в повести чередуется с научными изысканиями автора. В частности, в работе доказывается, что вологодский местночтимый святой, преподобномученик Галактион, погибший от рук казаков, является представителем рода князей Рюриковичей Белёвских, а не бояр Бельских, как это считается в церковной литературе[21]. Повесть выдержала уже три издания. В 2015 году она была включена в сборник «Время ставить метки» под редакцией профессора С.Ю. Баранова[22]. В 2019 г. автор переработал повесть, которая была увеличена в объеме за счет включения новых историко-краеведческих материалов и издал её в новом формате с иллюстрациями художника Елена Чибисовой[23].
- «Смутьян» (2014). Литературная повесть мемуарного характера, связанная с книгой «Вологодское разорение». От лица некоего краеведа Петрова ведётся повествование о студенческих годах, службе в Советской армии в составе ГСВГ и приходе в науку[24].
- «Всем сёстрам по серьгам» (2015). Сборник иронической прозы из жизни вологодской глубинки[25].
- «Заднесельские оскоренки» (2015). Книга очерков, посвященная истории села Заднее, одному из древнейших поселений Заозерья Кубенского[26].
- «Наваждение» (2016). Небольшая документально-историческая повесть о трагедии крестьянской девушки в тотемской глубинке[27]. Вызвала неоднозначную реакцию  критиков из-за присутствия в книге  сцен соблазнения.
- «Василиса в стране денежных знаков» (2018). Повесть для юношеской аудитории в стиле «нумизматического детектива», рассказывающая историю девочки, которая собирала старинные монеты[28].
- «Агдика» (2021). Историческая повесть, посвященная событиям освоения зверопромышленниками-вологжанами Алеутских островов во 2 половине XVIII в. Агдика (куропатка) — алеутская дочь морехода Ивана Черепанова, которая оказалась в Тотьме и после смерти отца, не будучи подданной Российской империи, попала в серьезные затруднения. В книге фигурирует и будущий основатель форта Росс, Иван Кусков, знаменитый русский путешественник и деятель  «Русско-американской кампании»[29].
- «Приключения Копеечки» (серия из 12 книг, 2018-2023).
- Вологодская историческая сага (2017-2025) – серия романов, которая является переработкой произведения «Дипломатический корпус». Материал существенно расширен, углублен и снабжен единым литературным героем, Иваном Петровичем Смысловым, глазами которого автор смотрит на исторические события. Сага представлена следующими составными романами:
  - «Крах дипломатического “Согласия”» (2017). Посвящен событиям Революции 1917 года с точки зрения дипломатов Антанты, которые после Октябрьского переворота оказались в сложной ситуации. На основании  неопубликованных на русском языке источников описана политическая обстановка в Петрограде зимой 1917-весной 1918 гг. «Дело Диаманди», Брестский мир, Гражданская война в Финляндии и отъезд дипломатического корпуса в Вологду[30].
  - «Секретная должность агента Рейли» (2018) посвященный деятельности дипломатов Антанты в Вологде в марте- июле 2018 г., времени так называемой «Вологды-дипломатической столицы России». Книга заканчивается отъездом дипломатов в Архангельск. Как и  в предыдущем романе  источником вдохновения автора послужили многочисленные документы дипкорпуса из иностранных архивов и мемуары дипломатов,  в том числе и неопубликованные[31].
  - «Демократия, не оправдавшая надежд» (2020). Посвящён первому этапу гражданской войны на Севере России и завершается событиями взятия красными Шенкурска. Интересной особенностью книги является использование автором в качестве источников дневников и мемуаров солдат армий союзников, американцев, англичан, французов. На основе этих документов подвергается критике восходящая ещё к советским временам тезис о захвате Северной области Антантой с целью расчленения России. Проводится мысль, что официальной идеологией белого движения, напротив, было восстановление  «единой и неделимой» России с помощью союзных войск[32].
  - «Дело Варакина» (2024). Повествует о судьбе русских людей, которые в 1918 г. так или иначе касались деятельности дипломатов в Вологде. В центре повествования судьба Петра Ивановича Варакина, в прошлом участника белого движения и медика в войсках красной армии. В оперативном архиве ФСБ, хранится уголовное дело Варакина по которому оказалась осуждена его невеста Августа Степанова, известная читателю по предыдущим частям Саги[33].
  - «Жена композитора Зубова» (2025). Роман переносит читателя в Вологду 1930-1931 гг.  Рассказ идет о жизни композитора Михаила Ивановича Зубова, представителя известного дворянского рода, который в возрасте 53 лет женился на молоденькой официантке из техникумовской столовой. И началась новая жизнь, которая проходит на фоне важных событий, денежной реформы 1931 года,  «Академического дела» С.Ф. Платонова и других историков. В романе впервые появляется чекист С.Г. Жупахин, который ведет «Академическое дело», применяя методы давления, которые привели к оговору арестованных друг на друга[34].
  - «Майор государственной безопасности» (2025). Посвящён репрессиям в Вологодской области в 1937-38 гг. С.Г. Жупахин назначен на должность начальника НКВД области и начинает претворять в жизнь приказы НКВД по борьбе с «врагами народа». В декабре 1938 г. он сам был объявлен «врагом народа» и через 1.5 года расстрелян. Книга на основе многочисленных документов представляет читателю атмосферу террора, когда людей уничтожали по спискам, на основании места рождения, происхождения и прошлых политических взглядов[35][36].
- «Тайна булгарского ожерелья» (2025). Книга, посвящена событиям на Руси конца X в. и  путешествии в Булгар с торговыми целями варяга Русвальда, который находился на русской службе.  Вторая часть книги – очередные мемуары автора, рассказывающие, как он не стал археологом. В них содержаться эксклюзивные данные о трагедии 1980 г. на р. Молога, когда погибли 3 члена экспедиции археолога Н.В. Гуслистова и история об экспедиции в Туркмению профессора Г.А. Кошеленко[37].

## Список работ
Автор множества научных статей, книг, научно-популярных изданий.

### Научные книги и монографии
1. Быков А.В. Клады Смутного времени 1605—1619 гг. Каталог // Памятники нумизматики в музеях Вологодской области. — Вологда,МДК, 1989. — Ч. 1. — 64 с.
2. Быков А.В. Народный костюм Вологодской области. Костюм Кадниковского уезда Вологодской губернии XIX-начала XX в. — Вологда: Газета, 1990. — 48 с. (+ 16 с. вкладка.)
3. Быков А.В. Клады 30-40 гг. XVII в. Исследование и каталог // Памятники нумизматики в музеях Вологодской области. — Вологда: ЛиС, 1992. — Ч. 2. — 198 с.
4. Быков А.В. Тайну клада не гарантируем. Исторические рассказы, очерки, этюды. — Вологда: ЛиС, 1993. — 96 с.
5. Быков А.В. Денежное обращение на территории Европейского Севера России в первой половине XVII в.: Автореферат диссертации на соискание ученой степени кандидата исторических наук. — М.: Российский государственный гуманитарный университет, 1994. — 20 с.
6. Быков А.В., Панов Л.С. Дипломатический корпус в Вологде в 1918. — Вологда: Ардвисура, 1997. — 20 с.
7. Diplomatic Corps in Vologda, 1918 / Compiled and introduced by Alexander Bykov and Leonid Panov. — Vologda, 1997. — 16 p.
8. Быков А.В., Панов Л.С. Дипломатическая столица России. — Вологда: Ардвисура, 1998. — 198 с.
9. Быков А. В. От зимних святок до Филиппова заговения. Народный костюм земли Вологодской в достоверных рисунках и правдивых рассказах (художник Э. Д. Попова). — Вологда: МДК, 1999. — 36 с., илл.
10. Быков А.В. Путь на Голгофу. Хроника гибели великих князей Романовых. — Вологда: МДК, 2000. — 192 с.
11. Быков А.В. У Спаса на погосте. — Вологда: МДК, 2002. — 140 с.
12. Быков А.В. Пава и древо: очерки истории вологодского кружевоплетения. — Вологда: МДК, 2004. — 80 с.
13. Быков А.В.,  Любашевский Ф. А. Монеты Албании. Исследование. Каталог. Ч. 1-2. — Вологда: МДК, 2006.
14. Быков А.В. Посланники Запада. — Вологда: МДК, 2008. — 24 с.
15. Быков А.В. И золотое имя Таня… Повесть о первой любви поэта Николая Рубцова — Вологда: МДК, 2009. — 128 с.
16. Быков А.В. Точка зрения слуги. «Письма американского негра о русской революции (1917—1918 гг.)»: научно-исследовательская публикация. — Вологда: МДК, 2009. — 80 с.
17. Быков А.В. "В этом была вся суть..." : британский дипломат Ф. О. Линдлей и его "Русские мемуары 1915-1919 гг." / [Музей дипломат. корпуса]. — Вологда: МДК, 2011. — 175 с.
18. Быков А.В. По следам Василия Кандинского : [проанализированы записи дневника, посвященные пребыванию в Кадниковском уезде Вологодской губернии] / [ред. Быков К. А. ; отв. за вып. Чистякова К. А.]. — Вологда: Б-Принт, 2015. — 28 с.
19. Быков А.В. Внук Императора : биография Великого князя Георгия Михайловича : к 160-летию со дня рождения / [послесловие: В. Калашников]. — Вологда: Пава, 2023. — 535 с.
20. Быков А.В. Русский денежный счет. — Вологда: Пава, 2024. — 120 с.

### Буклеты и брошюры
1. Знаменитые Иконы Кириллова монастыря, буклет. Вологда: Издательство «Музей Дипломатического Корпуса», 2002. — 14 с.
2. Быков А.В., Шустрова М. Ю. Памятники нумизматики из фондов Вологодского областного краеведческого музея. — Вологда, 1983.
3. Быков А.В. Возмездие Святой Софии. — Вологда: Ардвисура, 1997.
4. Мы рисуем Вологду. Исторические рассказы и альбом для раскрашивания / [Ред.-сост. А. В. Быков, худ. Э. Д. Попова]. — Вологда: Ардвисура, 1998. — 24 с., илл.
5. Провинциальный альбом: Вологда на почтовых открытках начала XX века / [Ред.-сост. А. В. Быков]. Вологда: Ардвисура, 1999. — 210 с., илл.
6. Быков А.В., Кузнецов А. В.  От Волги до Балтики, путеводитель. Вологда: МДК, 2002, — 10 с.

### Научные и публицистические статьи
1. Быков А.В. Нумизматическая коллекция Вологодского областного краеведческого музея (на венгерском языке) // Записки музея имени Отто Германа (Венгрия)(на венгерском языке). — Мишкольц. — 1984. — № 22. — С. 22-27.
2. Быков А.В. О содержании термина «пирог» в денежном обращении России XVII в. Нумизматика. Материалы и исследования // Труды Государственного Исторического музея. Нумизматический сборник. — Ч. 10. — М., 1988. — Вып. 69. — С. 6-13.
3. Быков А.В. Некоторые особенности денежного обращения в России в первой половине XVII столетия // Труды музея имени Отто Германа (Венгрия) (на венгерском языке). — Мишкольц, 1989. № XXVII. — С. 575—588.
4. Быков А.В. О судьбе мелкой разменной монеты в России в первой половине XVII в. // Культура Европейского Севера России. Дооктябрьский период. Межвузовский сборник научных трудов. — Вологда, 1989. — С. 21-30.
5. Быков А.В. О вологодских монастырских кладах // Деньги и кредит. — 1992. — № 11. — С. 63-65.
6. Быков А.В. Борьба с фальшивомонетчиками в Московском государстве в первой половине XVII в. Нумизматика, бонистика, фалеристика // Труды Государственного Исторического музея. Нумизматический сборник. — Ч. 2. — М., 1992. — Вып. 80. — С. 79-85.
7. Быков А.В. Дневник Екатерины Кукановой (Статья и публикация документа) // Бысть на Устюзе. Историко-краеведческий сборник. — Вологда: «ЛиС», 1993. — С. 238—253.
8. Быков А.В. Ефимки на Русском Севере в первой половине XVII в. // Международный нумизматический альманах «Монета». — Вологда: Ардвисура, 1994. — Вып. 1. — С. 4-12.
9. Быков А.В. Грязовецкии уезд в записях современников и трудах историков конца XVIII—XIX вв.  // Городок на Московской дороге. Историко-краеведческий сборник. — Вологда: Ардвисура, 1994. — С. 201—233.
10. Быков А.В. Материалы по этнографии и фольклору Грязовецкого уезда (статья и публикация) // Городок на Московской дороге. Историко-краеведческий сборник. — Вологда: Ардвисура, 1994. — С. 235—260.
11. Быков А.В. Священник Богословский и его книга. Вступительная статья // Богословский Н. Церковь святого пророка Илии в селе Кубенском (репринт кидания 1898 г.). — Вологда, 1994. — С. 3-4.
12. Быков А.В. Город Тотьма. Вступительная статья // Попов В. Т. Город Тотьма Вологодской губернии (репринт издания 1886 г.). — Вологда, 1995. — С. 2.
13. Быков А.В. Клад монет XVII в. из деревни Ермолинская Вологодского уезда // Международный нумизматический альманах «Монета». — Вологда: Ардвисура, 1996. — Вып. 4. — С. 37-57.
14. Быков А. Дипломатическая столица России // Русский Север. — Пятница. — 1997. — 24 января.
15. Ивану Грозному была уготована в Вологде смерть // Русский Север. — Пятница. — 1997. — 28 марта. — С. 6
16. Быков А.В. Метрологические реликты «мортка-пирог» в денежном обращении Московского государства XVI—XVII вв. // Международный нумизматический альманах «Монета». — Вологда: Ардвисура, 1998. — Вып. 5. — С. 50-61.
17. Быков А.В. Рейли, Райли, Гиллеспи… // Эхо планеты. — 1998. — № 5. — С. 18-21.
18. Быков А.В. Великокняжеский чекан второй половины XVI в. (О так называемых «гибридных» Монетах XVI в.) // Международный нумизматический альманах «Монета». — Вологда: Ардвисура, 1999. — Вып. 6. — С. 66-72.
19. Провинциальный альбом. Вологда на почтовых открытках начала XX в. От составителя. — Вологда: Ардвисура, 1999. — С. 3-8.
20. Быков А.В. По северу России. Вступительная статья // Случёвский К. К. По северу России. Главы о городах Вологодской области. — Вологда: МДК, 2000. — С 3-8.
21. Быков А.В. А. С. Мельникова и её научные труды // Международный нумизматический альманах «Монета». — Вологда: МДК, 2000. — С. 11-15.
22. Быков А.В. Донесения и мемуары французского посла Жозефа Нуланса о начале выпуска «английских» рублей в Северной области в 1918 г. // Международный нумизматический альманах «Монета». — Вологда: МДК, 2000. — Вып. 7. — С. 68-93.
23. Быков А.В., Панов Л. С. Пребывание и деятельность французского посольства в Вологде в 1918 г. // Французская культура в русской провинции (Вологодскии край). Материалы чтений. — Вологда, 2000. — С. 5-22
24. Быков А.В. Символ Британии // Сайт Numizmat.net, 21.09.2006
25. Аддисон Дж. Приключения Шиллинга / Комм. А. В. Быков // Сайт Numizmat.net, 29.10.2006
26. Быков А.В. Тайна XXI главы // Пятницкий бульвар. — 2008. — № 4(68). — С. 7; № 5(69). — С. 7; № 6(70). — С. 6-7; № 7(71). — С. 6-7
27. Быков А.В. Посольские будни // Пятницкий бульвар. — 2008. — № 1(65). — С. 8-9; № 2(66). — С. 8-9; № 3(67). — С. 6-7; № 4(68). — С. 8-9; № 5(69). — С. 9; № 8(72). — С. 6-7; № 9(73). — С. 6-7.
28. Быков А.В. Венценосный мальчик Альфонсо XIII // Золотой Червонец. — 2013. — №1(22). — С. 94-98.

### Тезисы конференций
1. Быков А.В. О метрологическом значении термина «пирог» в денежном обращении России XVI—XVII вв. // Тезисы Второй всесоюзной нумизматической конференции. — М., 1987. — С. 4-5.
2. Быков А.В. Опись «денежной казны» М. И. Строганова 1627. Опыт источниковедческого анализа // Археография и источниковедение истории Европейского Севера РСФСР. Тезисы республиканской конференции. — Вологда, 1989. — Ч. 2. — С. 68-71.
3. Быков А.В. Вологодское общество изучения Северного края. К восьмидесятилетию со дня создания // Вологодское краеведение, его научные и воспитательные задачи. Тезисы докладов и сообщений Второй краеведческой научно-практической конференции. — Вологда, 1989. — С. 5-7.
4. Быков А.В. «Монастырское нестроение» и вологодские монастырские клады сороковых годов XVII столетия // Тезисы Третьей краеведческой научно-практической конференции. — Вологда, 1990. — С. 36-38.
5. Быков А.В. «Корелки худые» на севере Русского государства в первой половине XVII в. // Европейский Север: история и современность. Тезисы докладов Всероссийской научной конференции. — Петрозаводск, 1990. — С. 136—137.
6. Быков А.В. Наличные деньги крестьян Северной Руси и некоторые проблемы тезаврации кладов в первой половине XVII в. // Тезисы докладов и сообщений Всероссийской нумизматической конференции в Вологде. — Вологда, 1993. — С. 55-57.
7. Быков А.В. «Шкилевая» медь на территории Северной Руси в XVII в. // Вторая всероссийская нумизматическая конференция в Санкт-Петербурге. Тезисы докладов. — СПб., 1994. — С. 20-22.
8. Быков А.В. Деньги с именем Ивана IV. (Проблемы атрибуции памятников нерегулярного чекана XVI—XVII вв.) Третья всероссийская нумизматическая конференция во Владимире. Тезисы докладов. — М., 1995. — С. 50-52.
9. Быков А.В. Основные проблемы изучения денежного обращения в России второй половины XVII в. (на примере кладов Великоустюгского уезда) // Четвёртая всероссийская нумизматическая конференция в Дмитрове. — М., 1996. — С. 95-97.
10. Быков А.В. Новый документ по истории денежного обращения на севере России в годы гражданской войны // Пятая всероссийская нумизматическая конференция в Москве. Тезисы докладов и сообщений. — М., 1997. — С. 97-98.
11. Быков А.В. Вологодская ссылка 1918 г. великого князя Георгия Михайловича // Шестая всероссийская нумизматическая конференция в Санкт-Петербурге. Тезисы докладов и сообщений. — СПб., 1998. — С. 221—222.
12. Быков А.В. «Вологодский период» в деятельности дипломатического корпуса стран Антанты в 1918 г. // Россия и мировое сообщество в начале XX в. Теория и практика взаимоотношений. Тезисы Международной научной конференции. — Вологда, 1998. — С. 6-10.
13. Быков А.В. Донесения и мемуары французского посла Ж. Нуланса о начале выпуска «английских» рублей в Северной области в 1918 г. // Седьмая всероссийская нумизматическая конференция в Ярославле. Тезисы докладов и сообщений. — М., 1999. — С. 189—191.
14. Быков А.В. Русская нумизматическая беллетристика второй половины XVII в. и её английский прототип // Восьмая всероссийская нумизматическая конференция в Москве. Тезисы докладов и сообщений. — М., 2000. — С. 291—292.
15. Быков А.В. «Обол Харона» русских кладбищ второй пол. XVII — первой пол. XVIII в.: На примере подъёмного материала из Вологды // Девятая всероссийская нумизматическая конференция в Санкт-Петербурге. Тезисы докладов и сообщений. — СПб., 2001. — С.145-146.
16. Быков А.В. Будни дипломата // 1917 год в истории России и современной идеологии: сборник материалов областной научно-практической конференции 3 ноября 2007 года, посвященной 90-летию Великой Октябрьской социалистической революции. — Вологда , 2009. — С. 50-67

### Литературные романы и рассказы
1. Быков А.В. Ваша нечисть // Пятницкий бульвар. — 2007. — № 8(60). — С. 8-9.
2. Быков А.В. За грибами // Пятницкий бульвар. — 2003. — № 9(13). — С 21.
3. Быков А.В. Николины каникулы // Пятницкий бульвар. — 2003. — № 1(5). — С. 22-33; № 2(6). — С. 22-33.
4. Быков А.В. Последнее свидание // Пятницкий бульвар. — 2003. — № 10(14). — С. 22-23.
5. Быков А.В. Тихий омут // Пятницкий бульвар. — 2003. — № 7(11). — С. 22-23.
6. Быков А.В. Дипломатический корпус: Исторический роман о русской революции. — Вологда, 2012. — 416 с.
7. Быков А.В. Дипломатический корпус : исторический роман о русской революции / [послесл.: Л. Якушева, к.культуролог.н., доц.]. — Вологда: МДК, 2012. — 414 с.
8. Быков А.В. Вологодское разорение : героическая повесть о событиях 1612 г. — Вологда: Б-Принт, 2014. — 112 с.
9. Быков А.В. Вологодское разорение : историческая повесть о событиях 1612 года / Изд. 3-е, доп.. — Вологда: Пава, 2019. — 184 с.
10. Быков А.В. Смутьян : мемуары краеведа Петрова. — Вологда: Б-Принт, 2014. — 128 с.
11. Быков А.В. Всем сестрам по серьгам... : вологодская ироническая проза / [предисл. авт.]. — Вологда: Лисья Гора, 2015. — 100 с.
12. Быков А.В. Заднесельские оскоренки : очерки и рассказы о русской деревне. — Вологда: Б-Принт,, 2015. — 115 с.
13. Быков А.В. Наваждение : (тотемская быль). — Вологда: Лисья Гора, 2016. — 128 с.
14. Быков А.В. Василиса в стране денежных знаков : повесть для юношества и не только.... — Вологда: Пава, 2018. — 208 с.
15. Быков А.В. Агдика : историческая повесть о тотемских купцах-мореходах, Иване Кускове, любви и предательстве. — Вологда: Лисья Гора, 2017. — 175 с.
16. Быков А.В. Крах дипломатического «Согласия» : исторический роман. — Вологда: Пава, 2017. — 300 с.
17. Быков А.В. Секретная должность агента Рейли : исторический роман. — Вологда: Пава, 2018. — 326 с.
18. Быков А.В. Демократия, не оправдавшая надежд : исторический роман. — Вологда: Пава, 2020. — 320 с.
19. Быков А.В. Дело Варакина : исторический роман. — Вологда: Пава, 2024. — 247 с.
20. Быков А.В. Майор государственной безопасности. — Вологда: Пава, 2025. — 286 с.
21. Быков А.В. Жена композитора Зубова. — Вологда: Пава, 2024. — 272 с.
22. Быков А.В. Тайна булгарского ожерелья. — Вологда: Пава, 2025. — 100 с.

Кроме вышеуказанных работ А. В. Быковым опубликовано более 50 статей и очерков по истории и нумизматике в вологодских областных газетах, некоторые из них были в своё время перепечатаны всесоюзной прессой. Им отредактировано 12 научных сборников, 7 научных и научно-популярных книг и брошюр.